# Alexandre Foureaux
Alexandre Foureaux, né le 6 avril 1868 à Champneuville et mort le 5 février 1932 à Verdun,, est un coureur cycliste français.

## Biographie
Originaire de Lorraine, Alexandre Foureaux participe à ses premières compétitions cyclistes à la fin du XIXe siècle. En 1897, il termine notamment deuxième de Paris-Royan, derrière Maurice Garin. Il prend également la septième place de Bordeaux-Paris, épreuve phare de l'époque. Trois ans plus tard, il se classe cinquième du Bol d'Or, une épreuve d'endurance. Il s'impose ensuite sur les 24 Heures de Verviers en 1901. La même année, il obtient de nouveaux tops dix dans les grandes classiques en finissant cinquième de Bordeaux-Paris et sixième de Paris-Roubaix. 
En 1903, il fait partie des premiers participants du Tour de France. Il y bénéficie du soutien de sa femme, qui se déplace en train pour l'accueillir à l'arrivée de toutes les étapes. Surnommé le « menuisier volant », il conclut cette première édition à la seizième place du classement général, après s'être classé septième de la dernière étape.

## Palmarès

### Par année
- 1896
  - 10e de Bordeaux-Paris
- 1897
  - 2e des 24 Heures d'Anvers
  - 2e de Paris-Royan
  - 7e de Bordeaux-Paris
- 1899
  - 2e des 24 Heures de Verviers
- 1901
  - 24 Heures de Verviers
  - 5e de Bordeaux-Paris
  - 6e de Paris-Roubaix

### Résultats sur le Tour de France
1 particiaption
- 1903 : 16e